# Lelapiellidae
Lelapiellidae é uma família de esponjas marinhas da ordem Murrayonida.

## Gêneros
- Lelapiella Vacelet, 1977